# Kingsley Coman
Kingsley Junior Coman (n. 13 iunie 1996, Paris, Franța) este un fotbalist francez, care joacă pe post de mijlocaș lateral la Al-Nasr în Liga Profesionistă din Arabia Saudită. Pe plan internațional, are prezențe la națională pentru Franța U16⁠(d), Franța U17⁠(d), Franța U18⁠(d), Franța U19⁠(d), Franța U21⁠(d) și Franța.

## Carieră

### Paris Saint-Germain
Coman și-a făcut debutul profesional la 17 februarie din 2013 împotriva lui Sochaux unde Paris Saint-Germain a fost învinsă cu 3-2. A intrat ca substitutul lui Marco Verratti în minutul 87. Este cel mai tânăr jucător care a debutat cu Paris Saint-Germain , la vârsta de 16 ani, 8 luni și 4 zile. Coman a contat ca campion din Liga 1 în 2013, cu PSG. După ce a terminat contractul cu Paris Saint-Germain, pe 2 iulie 2014 a fost făcut oficial transferul său la Juventus Torino.

### Juventus Torino
Pe 7 iulie 2014, Coman a semnat un contract pe cinci sezoane cu Juventus după încheierea contractului său cu Paris Saint-Germain. Debutul său a fost pe 30 august 2014, într-un meci din Serie A împotriva lui Chievo Verona , unde a început ca titular și a fost ales omul meciului.

### Bayern München
Pe 30 august 2015 a fost împrumutat până la jumătatea anului 2017 , cu o opțiune de a cumpărare la Bayern München.

## Echipa națională
A fost internațional cu selecție de France football în 9 ocazii și a marcat 1 gol. Și-a făcut debutul pe 13 noiembrie 2015, într-un meci amical cu Germania care s-a încheiat cu scorul de 2-0 în favoarea francezilor.

## Statistici carieră

### Club
La meciul jucat pe 5 iulie 2025.
| Club                      | Sezon         | Campionat              | Campionat | Campionat | Cupă    | Cupă   | Europa  | Europa | Altele  | Altele | Total   | Total  |
| Club                      | Sezon         | Divizie                | Meciuri   | Goluri    | Meciuri | Goluri | Meciuri | Goluri | Meciuri | Goluri | Meciuri | Goluri |
| ------------------------- | ------------- | ---------------------- | --------- | --------- | ------- | ------ | ------- | ------ | ------- | ------ | ------- | ------ |
| Paris Saint-Germain       | 2012–13       | Ligue 1                | 1         | 0         | 0       | 0      | 0       | 0      | —       | —      | 1       | 0      |
| Paris Saint-Germain       | 2013–14       | Ligue 1                | 2         | 0         | 0       | 0      | 0       | 0      | 1       | 0      | 3       | 0      |
| Paris Saint-Germain       | Total         | Total                  | 3         | 0         | 0       | 0      | 0       | 0      | 1       | 0      | 4       | 0      |
| Paris Saint-Germain II    | 2013–14       | Championnat National 2 | 16        | 0         | —       | —      | —       | —      | —       | —      | 16      | 0      |
| Juventus                  | 2014–15       | Serie A                | 14        | 0         | 4       | 1      | 2       | 0      | —       | —      | 20      | 1      |
| Juventus                  | 2015–16       | Serie A                | 1         | 0         | 0       | 0      | 0       | 0      | 1       | 0      | 2       | 0      |
| Juventus                  | Total         | Total                  | 15        | 0         | 4       | 1      | 2       | 0      | 1       | 0      | 22      | 1      |
| Bayern München (împrumut) | 2015–16       | Bundesliga             | 23        | 4         | 4       | 0      | 8       | 2      | 0       | 0      | 35      | 6      |
| Bayern München (împrumut) | 2016–17       | Bundesliga             | 19        | 2         | 3       | 0      | 2       | 0      | 1       | 0      | 25      | 2      |
| Bayern München            | 2017–18       | Bundesliga             | 21        | 3         | 6       | 3      | 5       | 1      | 1       | 0      | 33      | 7      |
| Bayern München            | 2018–19       | Bundesliga             | 21        | 6         | 5       | 2      | 3       | 1      | 1       | 1      | 30      | 10     |
| Bayern München            | 2019–20       | Bundesliga             | 24        | 4         | 4       | 1      | 9       | 3      | 1       | 0      | 38      | 8      |
| Bayern München            | 2020–21       | Bundesliga             | 29        | 5         | 0       | 0      | 7       | 3      | 3       | 0      | 39      | 8      |
| Bayern München            | 2021–22       | Bundesliga             | 21        | 6         | 1       | 0      | 9       | 2      | 1       | 0      | 32      | 8      |
| Bayern München            | 2022–23       | Bundesliga             | 24        | 8         | 3       | 0      | 7       | 1      | 1       | 0      | 35      | 9      |
| Bayern München            | 2023–24       | Bundesliga             | 17        | 3         | 2       | 0      | 7       | 2      | 1       | 0      | 27      | 5      |
| Bayern München            | 2024–25       | Bundesliga             | 28        | 5         | 2       | 1      | 11      | 1      | 4       | 2      | 45      | 9      |
| Bayern München            | Total         | Total                  | 227       | 46        | 30      | 7      | 68      | 16     | 14      | 3      | 339     | 72     |
| Total carieră             | Total carieră | Total carieră          | 261       | 46        | 34      | 8      | 70      | 16     | 16      | 3      | 381     | 73     |

1. ↑  Include Coppa Italia, DFB-Pokal
2. ↑  Apariții în Trophée des Champions
3. 1 2 3 4 5 6 7 8 9 10 11  Apariții în UEFA Champions League
4. ↑  Apariții în Supercoppa Italiana
5. 1 2 3 4 5 6 7  Apariție în DFL-Supercup
6. ↑  O apariție în DFL-Supercup, două apariții în FIFA Club World Cup
7. ↑  Apariții în FIFA Club World Cup